# Воеводин, Пётр Иванович
Пётр Иванович Воеводин (1884—1964) — российский революционер, советский партийный и государственный деятель, организатор кинопроизводства, редактор, Герой Социалистического Труда (1964).

## Биография
Родился 12 июля 1884 года в Сумах. Окончил два класса земской школы, после чего работал сначала по найму, затем на заводе. В 1899 году вступил в РСДРП. Активно занимался революционной деятельностью во многих городах, неоднократно задерживался полицией. Участник Первой русской революции. В 1912 — 1913 годах находился в эмиграции в США. В 1913 году нелегально вернулся в Россию, работал в Баку, был арестован и сослан в Нарымский край.
В 1917 году Западно-Сибирским съездом советов был избран председателем Краевого продовольственно-экономического совета Западной Сибири и Урала. В 1918 году —  председатель Западно-Сибирского совнархоза. В 1919 — 1920 годах — на военно-политической работе. В 1919 году — уполномоченный ЦК РКП(б) и политический комиссар агитпоезда «Октябрьская Революция» на Западном и Южном фронтах. В 1920 году — главный комиссар Московско-Виндаво-Рыбинской железной дороги.
В 1921 — 1922 годах — заведующий Всероссийским фотокинематографическим отделом Наркомпроса РСФСР.
В 1922 — 1939 годах — на литературно-издательской и библиотечной работе, ответственный редактор научно-популярного журнала «Электрификация» и научного журнала «Электричество». В 1931 году — заведующий издательством «Амторга», редактор журнала «Американская техника и промышленность» (Нью-Йорк, США).
Избирался членом ВЦИК РСФСР 5-го и 6-го созывов. В 1940 году вышел на пенсию.
Делегат XXII съезда КПСС (1961). Член Всесоюзного общества старых большевиков ВКП(б).
Указом Президиума Верховного Совета СССР от 2 января 1964 года Пётру Ивановичу Воеводину было присвоено звание Героя Социалистического Труда с вручением ордена Ленина и золотой медали «Серп и Молот».
Умер 25 ноября 1964 года. Похоронен на Новодевичьем кладбище Москвы.
Был награждён двумя орденами Ленина и медалями.
Именем Петра Воеводина названа улица в Кировском районе Самары.